# Heřmanova Huť
Heřmanova Huť – wieś i gmina w Czechach, w powiecie Pilzno Północ, w kraju pilzneńskim. Według danych z dnia 1 stycznia 2013 liczyła 1 798 mieszkańców.